# Deltobotys brachypteralis
Deltobotys brachypteralis is een vlinder van de familie van de grasmotten (Crambidae). De wetenschappelijke naam van deze soort is voor het eerst voorgesteld als Pyrausta brachypteralis door George Francis Hampson in een publicatie uit 1913.
De soort komt voor in Ecuador en Paraguay.